# بنيامين (كاتب)
بيني دانييل (ولد في 18 مايو 1971)، والمعروف باسمه المستعار بنيامين، هو كاتب هندي يكتب باللغة المالايالامية من ولاية كيرلا. وهو مؤلف لحوالي ثلاثين كتابًا في مختلف الأنواع - من القصص القصيرة إلى الروايات والمذكرات. فاز عن روايته "أيام الماعز" (Aadujeevitham) بجائزة أبو ظبي ساكثي ، وجائزة أكاديمية كيرلا ساهيتيا، وجائزة JCB ، وكان ضمن القائمة المختصرة لجائزة مان الأدبية الآسيوية. فازت روايته Manthalirile 20 الشيوعي فارشانغال بجائزة فايالار في عام 2021.
وبعيدًا عن الأدب، خاض غمار صناعة السينما المالايالامية في عام 2023 بصفته كاتبًا مشاركًا في الفيلم المالايالامي كريستي مع الكاتب جي آر إندوجوبان، والذي كان أول ظهور له ككاتب سيناريو. حولت روايته الرائعة Aadujeevitham "أيام الماعز" إلى فيلم سينمائي أخرجه بليسي بعنوان حياة الماعز. الذي صدر في 28 مارس 2024.

## النشأة
وُلِد بنيامين في 18 مايو 1971 في قرية نجتور، كولانادا بالقرب من باندالام في منطقة باثانامثيتا في الجزء الجنوبي من ولاية كيرلا. عاش في البحرين من عام 1992 إلى عام 2013، قبل أن يعود إلى كيرلا. وذهب أيضًا إلى أستراليا لبعض الوقت.

## الحياة الشخصية
تزوج بنيامين من آشا ماثيو في 2 يناير 2000 ورزقا بطفلين هما روهان دانيال وكيزيا دانيال.

### أيام الماعز (2008)
"أيام الماعز " ( آدوجيفيتام )، روايته الأكثر شهرة، تصور حياة نجيب، العامل الهندي، وكيف نجا من المصاعب في المملكة العربية السعودية. الكتاب هو منهج تعليمي في جامعة كيرلا، وجامعة كاليكوت، وجامعة بهاراتيار، وجامعة بونديشيري، والصف العاشر لمنهج ولاية كيرلا. كان هذا العمل تحفة فنية ونقطة تحول في مسيرة بنيامين في الكتابة. حياة الماعز هو فيلم مقتبس من هذه الرواية من إخراج بليسي.

## روابط خارجية
- بنيامين على موقع IMDb (الإنجليزية)